# Nagyút
Nagyút is een plaats (község) en gemeente in het Hongaarse comitaat Heves. Nagyút telt 765 inwoners (2002).